# Sechs Weise der Sechs Daseinsbereiche
| Tibetische Bezeichnung                      |
| ------------------------------------------- |
| Wylie-Transliteration: thub pa drug         |
| Andere Schreibweisen: Tubpa Druk, Tupa Druk |

Die Sechs Weisen sind die höchsten Nirmanakaya-Buddhas (Skt. uttamanirāmaṇakāya; tib. mchog gi sprul sku) jeweils eines der Sechs Daseinsbereiche im Bereich der Begierde (kāmadhātu: einem der Drei Bereiche) des Mahayana-Buddhismus, welchen man häufig im Lebensrad des tibetischen Buddhismus begegnet. 

## Literatur

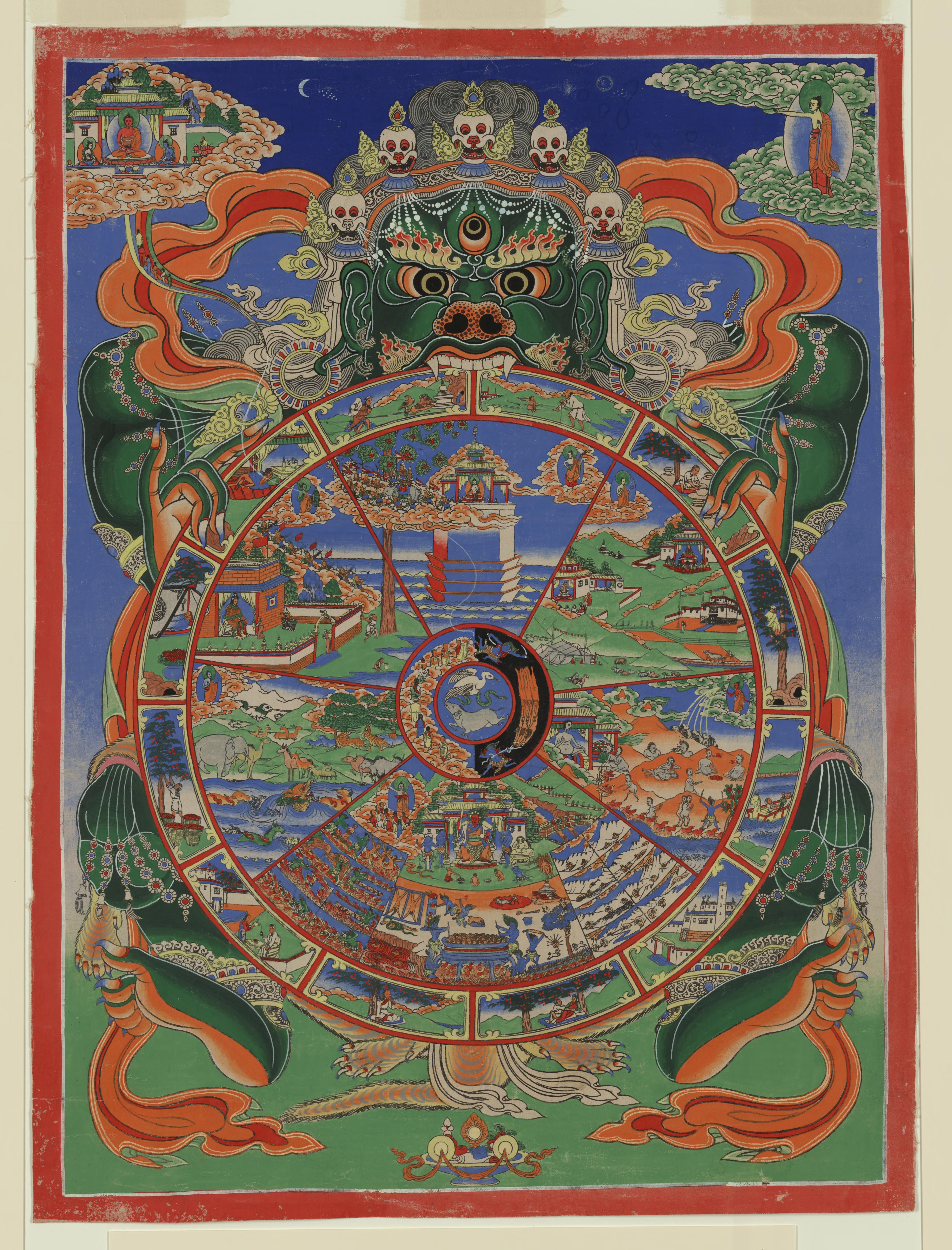
Charakteristisches Thangka von den Drei Bereichen (chin. sanjie) (Formlosigkeit, Form, Begierde) und Sechs Daseinsbereichen (chin. liudao) der buddhistischen Kosmologie

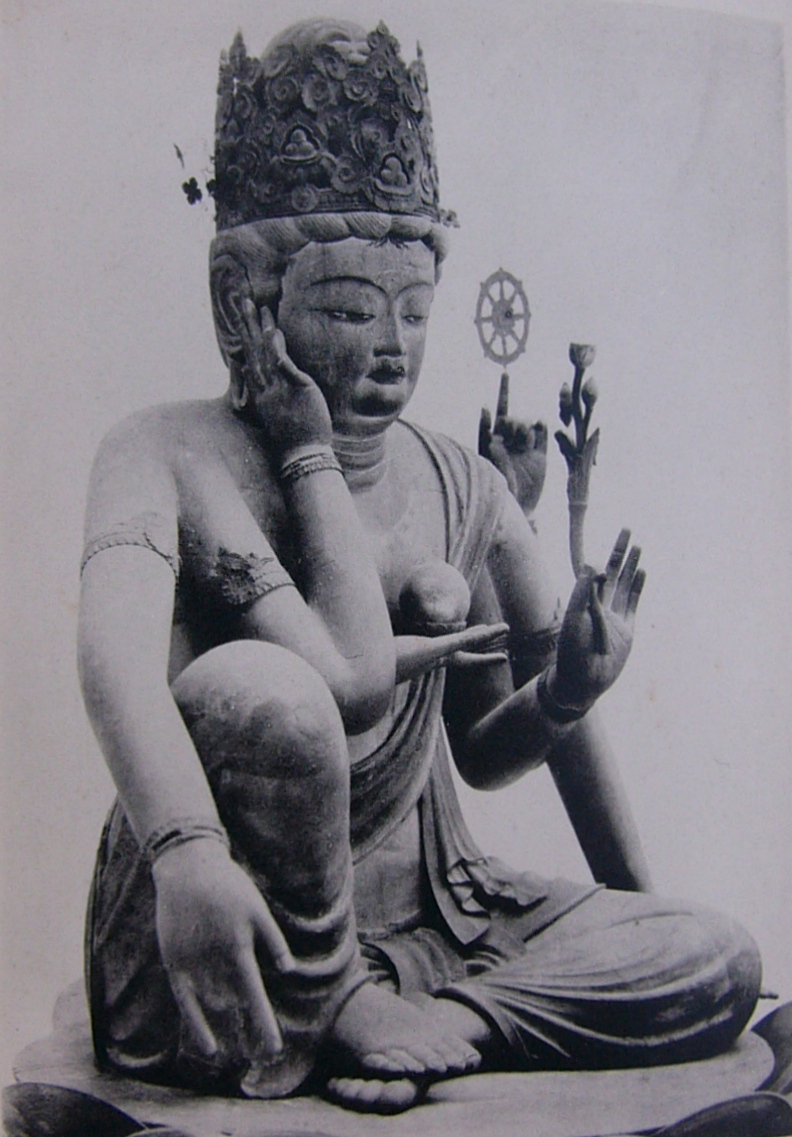
Nyoirin Kannon im Kanshin-ji, Osaka, Japan

## Liste der Sechs Weisen
| Name           | tibet. (Wylie)      | chin. (Pinyin/v/t) & jap. | Daseinsbereich                                                           | tib. (alternativ)        |
| -------------- | ------------------- | --- | ------------------------------------------------------------------------ | ------------------------ |
| Cintamanicakra | dbang po brgya byin | Ruyilun Guanyin 如意輪觀音/如意轮观音 Guanyin mit der Wunscherfüllungsperle (jap. Nyoirin Kannon) | Götterbereich                                                            | tib. Wangpo Gyajin (THL) |
| Vemacitra      | thags bzang ris     | Shiyimian Guanyin 十一面觀音/十一面观音 Elfgesichtige Guanyin (jap. Juichi-men Kannon) | Gegengötterbereich (bzw. Halbgötter- oder Asura-Bereich)                 | tib. Taksangri (THL)     |
| Śākyamuni      | sh’akya thub pa     | Zhunti Guanyin 准提觀音/准提观音 Achtzehnarmige Guanyin (jap. Juntei Kannon) (im Shingon-shū) / Bukong juansuo Guanyin 不空羂索觀音/不空罥索观音 Lassohaltende Guanyin (jap. Fuku Kenjaku) (im Tiantai) | Menschenbereich                                                          |                          |
| Dhruvasiṃha    | seng ge rab brtan   | Matou Guanyin 馬頭觀音/马头观音 Pferdekopf-Guanyin (jap. Bato Kannon) | Tierbereich                                                              | tib. Senge Rabten        |
| Jvālamukha     | kha ‘bar de ba      | Qianshou Guanyin 千手觀音/千手观音 Tausendarmige Guanyin (jap. Senju Kannon) | Bereich der Gepeinigten Geister (bzw. Hungergeister- oder Preta-Bereich) | tib. Khabar Dewa         |
| Dharmarāja     | chos kyi rgyal po   | Sheng Guanyin 聖觀音/圣观音 (jap. Sho Kannon) | Höllenbereich (Naraka)                                                   | tib. Chökyi Gyalpo       |